# مشقيتا
مشقيتا مَصِيف وبلدة سورية في محافظة اللاذقية. تقع مشقيتا شمال مدينة اللاذقية على مسافة 23 كم، وتتمتع بطبيعة خلابة في غاية الجمال، تطل على مناظر جميلة، وعلى سبع بحيرات. وهي تقع في الطريق بين اللاذقية ومصيف كسب الشهير، وتحيط بها مجموعة من المصايف والقرى، وهي:
ماخوس والصفصاف ووادي الرميم وسولاس وبيت ناصر وعين الرمانة والطارقية وعين الزرقا وبيت شميسة (نبع الديس) و حمام ووطى مشقيتا والعديد من المزارع الصغيرة .
كما وتتميز مشقيتا بطقسها المعتدل صيفاً وشتاءً، وبهوائها العليل.
و تعد مشقيتا من البلدات القديمة جداً حيث تشير الدراسات إلى انها بالأساس بلدة سريانية، ويدل على ذلك اسمها بحد ذاته حيث ان كلمة مشقيتا هي كلمة سريانية و تكتب «مسقيتا» و تعني الأرض المروية، وبالفعل تتميز مشقيتا بكثرة ابارها وينابيعها.

## السياحة في مشقيتا

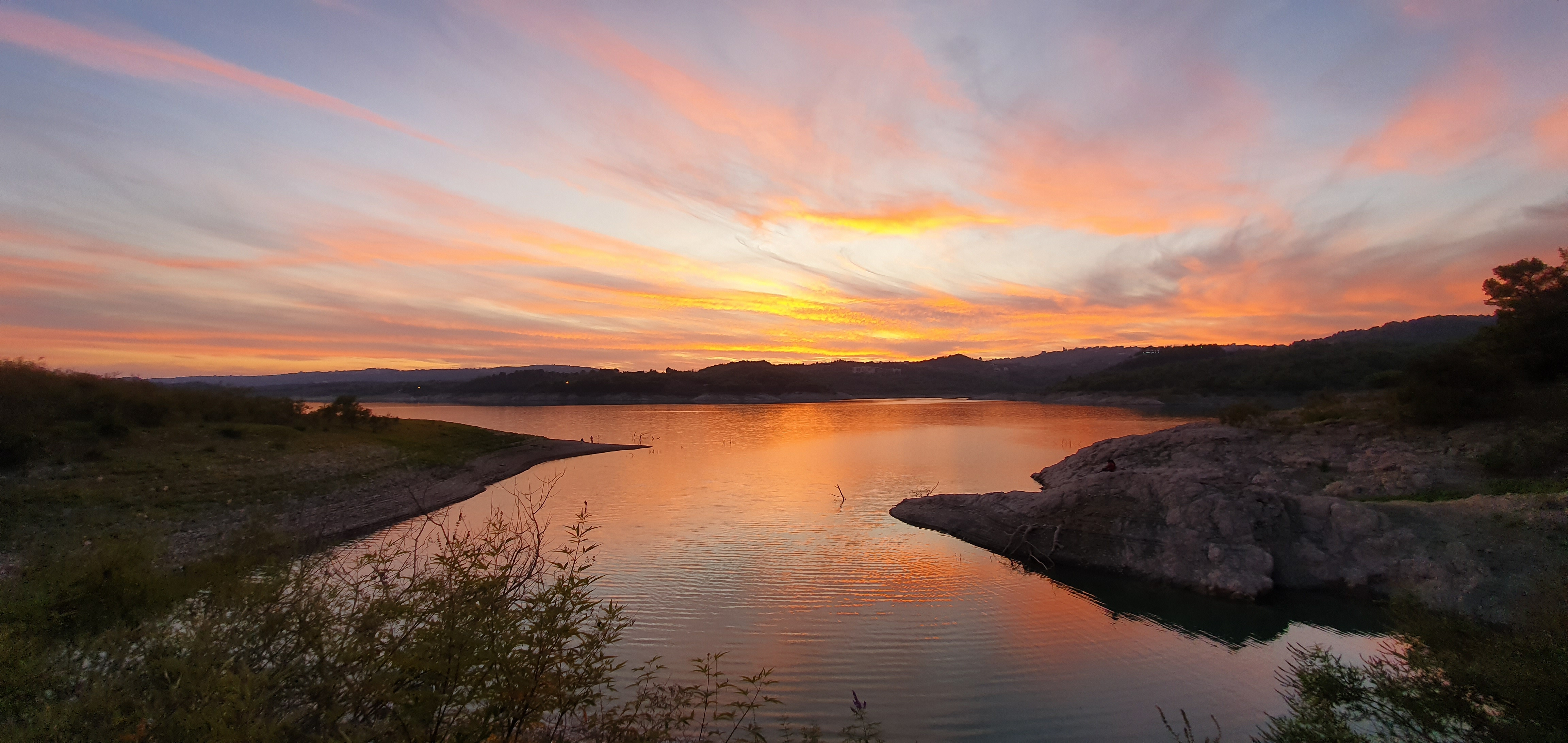
الغروب في بحيرات مشقيتا

تتمتع مشقيتا بطبيعة تمتزج فيها زرقة المياه في البحيرات السبع مع الجبال والغابات الخضراء (طالع أيضاً الغابات السورية) التي تكسوها أشجار الصنوبر والسنديان والبلوط وغيرها، مثل غابة الشيخ أيوب، وغابة النبي نوح، والعديد من الغابات الأخرى.
وتعتبر مشقيتا بجمالها الأخاذ من مناطق السياحة والاصطياف الهامة في سوريا، بها كل المقومات السياحية، البداية من طبيعتها الساحرة الرائعة بكل المقاييس وجوها المنعش الجميل، في مشقيتا ثلاثة فنادق إضافة للعديد من الموتيلات والشقق المعدة للمصطافين، إضافة إلى سوق تجاري رئيسي متكامل يضم كافة الاحتياجات والمحلات التجارية المتخصصة، ويوجد عدد من المطاعم والكازينوهات والاستراحات التي تطل على الغابات والبحيرات، مناظر تسحر الالباب في منطقة جبلية مغطاه بالاحراش والغابات دائمة الخضرة وعلى بعد كيومترات قليلة من شواطئ البحر المتوسط وفي محيط مشقيتا عدد من المصايف السورية وأماكن النزهة الطبيعية.

## أعلامها
- مسعود جوني
- مسعود بوبو (تخرج في مدرستها الابتدائية)